# Distretto di Yaha
Il distretto di Yaha (in thailandese: ยะหา) è un distretto (amphoe) della Thailandia, situato nella provincia di Yala.